# صموئيل إس. بارني
صموئيل إس. بارني (بالإنجليزية: Samuel S. Barney)‏ هو محامي وقاضي وسياسي أمريكي، ولد في 31 يناير 1846 في هارتفورد في الولايات المتحدة، وتوفي في 31 ديسمبر 1919 في ميلواكي في الولايات المتحدة. حزبياً، نشط في الحزب الجمهوري. وقد انتخب عضو مجلس النواب الأمريكي.